# عشق در شهر بزرگ (فیلم ۲۰۲۴)
عشق در شهر بزرگ (انگلیسی: Love in the Big City؛‏ کره‌ای: 대도시의 사랑법) یک فیلم کمدی رمانتیک محصول سال ۲۰۲۴ کره جنوبی به کارگردانی لی اون هی و بر پایه رمانی با همین نام اثر پارک سانگ یونگ است. در این فیلم کیم گو اون و نو سانگ هیون ایفای نقش کردند. این فیلم در ۱ اکتبر ۲۰۲۴ در کره جنوبی منتشر شد.

## بازیگران
- کیم گو اون در نقش جه هی
- نو سانگ هیون در نقش هونگ یو
- جانگ هی در نقش سو هو
- اوه دونگ مین در نقش جی سوک
- جانگ هه جین در نقش مادر هونگ سو
- لی سانگ یی در نقش مین جون
- کواک دونگ یون در نقش جون سو
- جو جونگ هیوک در نقش تا تو
- لی یو جین در نقش سون وو
- سلیم بینوت در نقش اولیور

## تولید
کیم گو اون و نو سانگ هیون در ژوئیه ۲۰۲۳ به گروه بازیگران پیوستند.